# Antara (Linge)
Antara is een bestuurslaag in het regentschap Aceh Tengah van de provincie Atjeh, Indonesië. Antara telt 404 inwoners (volkstelling 2010).